# Mandi Angin (Indralaya Selatan)
Mandi Angin is een bestuurslaag in het regentschap Ogan Ilir van de provincie Zuid-Sumatra, Indonesië. Mandi Angin telt 680 inwoners (volkstelling 2010).